# Hepatus epheliticus
Espèce
Hepatus epheliticus (appelé crabe floride) est une espèce de crabes de la famille des Hepatidae. Il vit dans les eaux peu profondes de la partie occidentale de l'océan Atlantique, depuis la baie de Chesapeake jusqu'à la République dominicaine. Sa carapace, large de 75 mm, est ornée de grandes taches rouge cerclées d'un rouge plus sombre.

## Description
H. epheliticus a un corps plus large que long et atteint 76 mm de largeur de carapace, carapace qui est couverte de grandes plaques de couleur rouge qui peuvent être reliées entre elles par des lignes ou d'autres motifs. Les taches sont cerclées d'un rouge plus foncé ; chez certains crabes, seuls les anneaux foncés sont visibles.

## Distribution
H. epheliticus se rencontre depuis la baie de Chesapeake jusqu'en Jamaïque et République dominicaine, y compris l'ensemble du golfe du Mexique.

## Écologie et cycle de vie
H. epheliticus vit jusqu'à 46 mètres de profondeur sur des substrats sableux et vaseux. Il porte souvent une anémone de mer Calliactis tricolor sur le dos ou est enterré dans le sable, avec seulement ses yeux apparents.
La reproduction a lieu en été, comme le montre l'apparition de femelles « grainées » (portant des œufs). Les œufs sont portés par la femelle jusqu'à leur éclosion, il y a cinq étapes larvaires.

## Taxonomie
H. epheliticus a d'abord été décrit sous le nom de Cancer epheliticus par Carl von Linné dans son travail de 1763 Centuria Insectorum à partir de spécimens venant des Carolines envoyés par Alexandre Jardin. D'autres synonymes subjectifs incluent Cancer decorus, publié par Johann Friedrich Wilhelm Herbst en 1803, et Cancer vanbenedenii, publié par Jan Adrian (ou Janus Adrianus) Herklots en 1852.

## Synonymes
- Cancer epheliticus Linnaeus, 1763
- Cancer decorus Herbst, 1803
- Cancer floridus Herbst
- Cancer vanbenedenii Herklots, 1852